# Mamestra dentata
Mamestra dentata är en fjärilsart som beskrevs av Vladimir S. Kononenko 1981. Mamestra dentata ingår i släktet Mamestra och familjen nattflyn. Inga underarter finns listade i Catalogue of Life.